# Langerra oculina
Espèce
Synonymes
- Langerra longicymbium Song & Chai, 1991

Langerra oculina est une espèce d'araignées aranéomorphes de la famille des Salticidae.

## Distribution
Cette espèce se rencontre au Viêt Nam et en Chine à Hainan.

## Description
La carapace de la femelle holotype mesure 2,22 mm de long et l'abdomen 1,92 mm.
La carapace du mâle décrit par Logunov en 2021 mesure 2,55 mm de long sur 2,00 mm et l'abdomen 2,05 mm de long sur 1,70 mm et la carapace de la femelle paratype 2,40 mm de long sur 1,80 mm et l'abdomen 2,20 mm de long sur 1,65 mm.

## Systématique et taxinomie
Cette espèce a été décrite par Żabka en 1985.
Langerra longicymbium a été placée en synonymie par Logunov en 2021.

## Publication originale
- Żabka, 1985 : « Systematic and zoogeographic study on the family Salticidae (Araneae) from Viet-Nam. » Annales Zoologici, vol. 39, no 11, p. 197-485.